# Marco Aurélio Pereira Alves
Marco Aurélio Pereira Alves, voetbalnaam Marquinho of Marquinho Alves, (Machado, 20 februari 1982) is een Braziliaans voormalig voetballer die als middenvelder speelde.
Marquinho is in Nederland vooral bekend van zijn tijd bij PSV. Hoewel hij er 4 seizoenen onder contract stond, speelde hij slechts tweemaal. Wel werd hij met PSV in 2000 en 2001 kampioen van Nederland. Met Fluminense won hij in 2005 het Campeonato Carioca en in 2006 werd hij met Atlético Mineiro kampioen in het Campeonato Brasileiro Série B. Vanaf 2007 speelde hij voor Tombense dat hem meermaals verhuurde. Van 2013 tot 2015 speelde Marquinho in de Verenigde Arabische Emiraten. In 2016 en 2017 kwam hij uit voor Boavista RJ en hij besloot zijn loopbaan in 2018 bij Rio Negro.

## Loopbaan
- jeugd/1999: São Paulo FC
- 2000: Alianza Lima
- 07-2000/01-2005: PSV
- 07-2005/01-2006: Fluminense
- 01-2006/07-2006: Paysandu SC
- 07-2006/05-2007: Atlético Mineiro
- 2007/2011: Tombense FC
  - 06-2007/12-2007: Guarani FC (op huurbasis)
  - 01-2008/06-2008: CR Vasco da Gama (op huurbasis)
  - 09-2009/12-2009: Botafogo FR (op huurbasis)
  - 2010: Figueirense FC (op huurbasis)
  - 2011: Associação Atlética Anapolina (huur)
- 2012: Fortaleza EC
- 2012: Brasiliense FC
- 2013: CRAC
- 2013/14: Dibba Al-Hisn SC
- 2014/15: Al Khaleej SCC
- 2016-2017: Boavista RJ
- 2018: Rio Negro